# رامیرو فونس موری
خوزه رامیرو فونس موری (اسپانیایی: José Ramiro Funes Mori‎؛ زادهٔ ۵ مارس ۱۹۹۱) بازیکن فوتبال اهل آرژانتین است.

## باشگاهی
از باشگاه‌هایی که در آن بازی کرده‌است می‌توان به ریور پلاته، اورتون و ویارئال اشاره کرد.

## تیم ملی
وی همچنین سابقه ۱۹ بازی ملی در تیم ملی فوتبال آرژانتین را در کارنامه دارد.